# 克娄巴特拉三世
（前160年至前155年之间—前101年），埃及托勒密王朝王后和共同统治者。她是托勒密六世与其妹的女儿。
克利奥帕特拉三世被自己名义上的继父托勒密八世诱奸，后来又与之结婚，而这时她的母亲克利奥帕特拉二世是托勒密八世的合法妻子。
克利奥帕特拉三世与丈夫共同统治埃及。在托勒密八世死后，她成为儿子托勒密九世的摄政，获得了统治埃及的最高权力。她在前103年–前101年間對托勒密九世發動權杖戰爭（War of the Scepters），並獲得勝利。前101年，她被兒子托勒密十世謀殺。